# Isaac Newton Lewis
Isaac Newton Lewis, född 12 oktober 1858 i New Salem, Pennsylvania, USA, död 9 november 1931 i Hoboken, New Jersey, USA, var en amerikansk militär och uppfinnare. 
Han var konstruktören bakom Lewiskulsprutan som användes både som beväpning i flygplan och på marken under första världskriget och senare. Till en början var armén i hans hemland inte intresserad av hans kulspruta men efter att Storbritannien och Frankrike köpt fler än 100 000 stycken att använda på västfronten köpte även USA:s armé in den.